# Jack Harper
Jack Harper (Fuengirola, Málaga, 28 de febrero de 1996) es un futbolista escocés que juega como delantero en el Linares Deportivo de la Segunda Federación. 

## Trayectoria

### Categorías inferiores
El jugador de origen escocés nacido en Fuengirola, a donde sus padres emigraron antes de su nacimiento, empezó a jugar en el 2003 en la escuela de formación de futbolistas de su ciudad natal el Club Deportivo Los Boliches —club de procedencia de Juanito Gómez, exjugador blanco—. Permaneció en el club hasta el año 2009 cuando se incorporó a las categorías inferiores del Real Madrid Club de Fútbol.
Incorporado en las filas del primer equipo de infantiles, fue progresando por cada uno de los equipos inferiores del club disputando prestigiosas competiciones como la Copa Independencia sub-17 de 2013 celebrada en México, donde tuvo una destacada actuación, o el Mundialito de Clubes sub-17, hasta llegar en 2014 a formar parte de la plantilla oficial del primer equipo juvenil, el Real Madrid C. F. Juvenil "A". 
A las órdenes de Luis Miguel Ramis disputó la segunda edición de la Liga Juvenil de la UEFA (competición donde su equipo quedó semifinalista en la temporada anterior).
Tras disputar seis partidos de la más prestigiosa competición europea a nivel juvenil en los que anotó tres goles y dio dos asistencias, el jugador comenzó a recibir multitud de elogios del fútbol internacional augurando una gran proyección. Dichas actuaciones se vieron acompañadas por su alto rendimiento en la campeonato de liga juvenil donde anotó ocho goles en once partidos situándose como el segundo jugador más influyente del equipo.
En la temporada 2015-16 se marchó al Brighton & Hove Albion para enrolarse en el equipo sub-21 en el que jugaría durante dos temporadas, incluso llegó a debutar en la EFL Trophy con el primer equipo del conjunto británico. 
En enero de 2017 regresó a España para jugar en el Atlético Malagueño de la Tercera División. En los primeros seis partidos de la segunda vuelta de la competición anotaría cinco goles.
En la temporada 2018-19 formó parte del primer equipo del Málaga C. F. de la Segunda División con el que jugó 26 partidos, con más de 1800 minutos, con cuatro goles y dos asistencias.
El 1 de julio de 2019 firmó por el Getafe C. F. de la Primera División por cinco temporadas, a cambio de 1,5 millones de euros. En agosto fue cedido a la A. D. Alcorcón de la Segunda División por una temporada. En las filas del conjunto alfarero disputaría 13 partidos, ya que las lesiones no le permitirían disfrutar de la continuidad deseada.
El 5 de octubre de 2020 firmó, también en calidad de cedido, por el Fútbol Club Cartagena que acababa de ascender a la Segunda División. El 31 de enero de 2021 se llegó a un acuerdo para finalizar el contrato de cesión y, al día siguiente, firmó por el Villarreal Club de Fútbol "B" de la Segunda División B en calidad de cedido hasta el final de la temporada.
El 6 de julio de 2021 firmó con el Racing de Santander en la Primera División RFEF, nuevamente cedido por el conjunto azulón. Al término de la temporada lograron el ascenso a la Segunda División, no continuando en el equipo una vez finalizó el periodo de cesión.
La temporada 2022-23 siguió acumulando cesiones, esta vez al Hércules C. F. Esta acabó siendo la última antes de firmar por un año con el Marbella F. C. el 26 de julio de 2023. La campaña siguiente, tras haber ascendido a Primera Federación, fichó por la R. B. Linense. Con ella alcanzó los diez goles en Segunda Federación y, en julio de 2025, fichó por el Linares Deportivo para la temporada 2025-26.

## Selección nacional
Ha sido internacional con las categorías inferiores de la selección escocesa, donde ha vestido la camiseta de la sub-17 en la clasificación para el Europeo sub-17 de 2013 sin lograr clasificarse para disputar su fase final, antes de ser promocionado a la sub-19, su actual equipo, con el que disputó la clasificación para el Europeo sub-19 de 2015.

## Estadísticas

### Clubes
| Club                          | País   | Año       | Partidos (goles) |
| ----------------------------- | ------ | --------- | ---------------- |
| Atlético Malagueño            | España | 2017-2018 | 62 (26)          |
| Málaga C. F.                  | España | 2018-2019 | 26 (4)           |
| Getafe C. F.                  | España | 2019-2023 | 0 (0)            |
| A. D. Alcorcón (cedido)       | España | 2019-2020 | 13 (0)           |
| F. C. Cartagena (cedido)      | España | 2020-2021 | 7 (0)            |
| Villarreal C. F. "B" (cedido) | España | 2021      | 11 (2)           |
| Racing de Santander (cedido)  | España | 2021-2022 | 18 (2)           |
| Hércules C. F. (cedido)       | España | 2022-2023 | 18 (3)           |
| Marbella F. C.                | España | 2023-2024 | 27 (5)           |
| R. B. Linense                 | España | 2024-2025 | 32 (9)           |
| Linares Deportivo             | España | 2025-     |                  |

### Selecciones
Actualizado al último partido jugado el 12 de octubre de 2014.
| Selección      | Temporada     | Europeo | Europeo | Europeo | Mundial | Mundial | Mundial | Amistosos | Amistosos | Amistosos | Total | Total | Total  | Media goleadora |
| Selección      | Temporada     | Part.   | Goles   | Asist.  | Part.   | Goles   | Asist.  | Part.     | Goles     | Asist.    | Part. | Goles | Asist. | Media goleadora |
| -------------- | ------------- | ------- | ------- | ------- | ------- | ------- | ------- | --------- | --------- | --------- | ----- | ----- | ------ | --------------- |
| Sub-17 Escocia | 2013-14       | 3       | 0       | 0       | 0       | 0       | 0       | 0         | 0         | 0         | 3     | 0     | 0      | 0,00            |
| Sub-17 Escocia | Total         | 3       | 0       | 0       | 0       | 0       | 0       | 0         | 0         | 0         | 3     | 0     | 0      | 0,00            |
| Sub-19 Escocia | 2014-15       | 2       | 0       | 0       | —       | —       | —       | 0         | 0         | 0         | 2     | 0     | 0      | 0,00            |
| Sub-19 Escocia | Total         | 2       | 0       | 0       | 0       | 0       | 0       | 0         | 0         | 0         | 2     | 0     | 0      | 0,00            |
| Total carrera  | Total carrera | 5       | 0       | 0       | 0       | 0       | 0       | 0         | 0         | 0         | 5     | 0     | 0      | 0,00            |